# منتخب بورتوريكو لكرة الطائرة للرجال
منتخب بورتوريكو الوطني لكرة الطائرة للرجال هو ممثل بورتوريكو الرسمي في المنافسات الدولية في كرة طائرة في فئة كرة الطائرة للرجال.